# Hyper-IgM-Syndrom Typ 5
Das Hyper-IgM-Syndrom Typ 5 (HIGM5) ist eine spezielle Form des seltenen Hyper-IgM-Syndromes, einer angeborenen Erkrankung mit erhöhtem Immunglobulin M und gleichzeitig vermindertem bis fehlendem Immunglobulin G und Immunglobulin A im Blutserum.
Synonyme sind: Hyper-IgM-Syndrom durch UNG-Mangel; Hyper-IgM syndrome durch Uracil-N-Glycosylase-Mangel

## Verbreitung
Die Häufigkeit ist nicht bekannt, die Vererbung erfolgt autosomal-rezessiv.

## Ursache
Der Erkrankung liegen Mutationen im UNG-Gen im Chromosom 12 an 24.11  zugrunde, welches für die Uracil-DNA-Glykosylase kodiert.

## Klinische Erscheinungen
Die Erkrankung gehört zu  den Formen  ohne vermehrte Infektionen, also keiner erhöhten Infektionsneigung aufgrund des Immundefektes.